# Sertão Pernambucano
Sertão Pernambucano è una mesoregione del Pernambuco in Brasile.

## Microregioni
È suddivisa in 4 microregioni:
- Araripina
- Salgueiro
- Sertão do Moxotó
- Vale do Pajeú